# Uomo selvaggio di Navidad
Viene chiamato uomo selvaggio di Navidad (alcune versioni parlano anche di "donna selvaggia") un essere antropomorfo non meglio identificato, apparso per la prima volta nei pressi del fiume omonimo (Texas) e rapporti di avvistamento esistono da prima del 1837. Alcuni associano spesso la creatura (o le creature) a membri di comunità Bigfoot, un altro criptide umanoide avvistato nella costa nord-occidentale degli Stati Uniti. Si parla della creatura sin dai primi anni di insediamento dei pionieri sul Navidad, territorio oggi corrispondente a Sublime, località texana nella contea di Lavaca.
I primi resoconti tracciati dai coloni parlavano di numerose sparizioni di oggetti e viveri durante la notte, specialmente in quelle presenziate dal chiarore della Luna. Le ricerche con cani da esplorazione da parte dei pionieri non portavano mai a buone conclusioni, e la creatura riappariva dal nulla.
Una campagna di cattura fu aperta dal reverendo Samuel C. A. Rogers, un'importante figura ministeriale delle comunità di Navidad, nel 1845 e continuò per alcuni anni successivi. Nel 1850 fu catturato un africano nella foresta circostante al fiume dopo una vastissima operazione di ricerca portata avanti anche con trappole sotterranee e sulle piante.

## Nella cultura di massa
Nel 2008 è stato prodotto The Wild Man of the Navidad, un lungometraggio dalla durata di 86 minuti, per la regia di Duane Graves e Justin Meeks. La prima mondiale ha avuto luogo durante l'edizione 2008 del Tribeca Film Festival a New York, e nel 2009 è stato distribuito dalla IFC Films.